# Komar
Komar es un pueblo de la municipalidad de Donji Vakuf, en el cantón de Bosnia Central, Bosnia y Herzegovina.

## Superficie
Posee una superficie de 4,52 kilómetros cuadrados.

## Demografía
Hasta 2013 la población era de 88 habitantes, con una densidad de población de 19,5 habitantes por kilómetro cuadrado.